# Ligamentum collaterale tibiale
De Lig. collaterale tibiale (mediale) is het ligament of de knieband die aan de binnenkant loopt van het kniegewricht. Deze band zorgt ervoor dat de benen niet naar binnen gaan staan. De Lig. collaterale fibulare (laterale) is de knieband aan de buitenkant. Deze knieband zorgt ervoor dat de benen niet naar buiten gaan staan en O benen ontstaan.